# Karl-Heinz Sager
Karl-Heinz Sager  (* 1. September 1931 in Kiel; † 25. Mai 2011 in Travemünde) war ein deutscher Manager. Er war Vorstandsmitglied beim Norddeutschen Lloyd und von Hapag-Lloyd. 

## Biografie
1967 wurden Claus Wätjen und Horst Willner und 1969 Sager Mitglieder des Vorstandes der Reederei Norddeutscher Lloyd (NDL). Sie lösten Johannes Kulenkampff und Richard Bertram als Vorstand ab. Zum 1. Januar 1970 fusionierten der Norddeutsche Lloyd und die Hamburg-Amerikanische Packetfahrt-Actien-Gesellschaft (HAPAG) zur Hapag-Lloyd AG. Sager blieb Mitglied im Vorstand als Stellvertretender Vorstandssprecher in dem seit 1973 von Hans Jakob Kruse geführten Vorstand. Ab 1975 war er Präsident des Reederverbandes der Europäischen Gemeinschaft. Bei einer Krise von Hapag-Lloyd verließ er die Reederei. 
Er war dann in den 1980er Jahren Geschäftsführer und Gesellschafter des Logistikunternehmens Röhlig & Co. in Bremen. 1985 wurde die Bremer Reederei DSR Senator Lines von ihm gegründet, die er als Manager führte. Die neue Reederei baute einen Round-the World-Service für den Containerverkehr auf. Alle Containerschiffe wurden ausschließlich von Sager gechartert. An dieser Reederei beteiligte sich auch die Freie Hansestadt Bremen, bis sie 1997 mehrheitlich von Hanjin Shipping erworben und 2009 aufgelöst wurde.